# Агджа, Мехмет Али
Мехмет Али Агджа (тур. Mehmet Ali Ağca, род. 9 января 1958, Хекимхан) — турецкий преступник, член радикальной пантюркистской группировки «Серые волки», который совершил убийство Абди Ипекчи 1 февраля 1979 года, затем сбежал из турецкой тюрьмы и 13 мая 1981 года предпринял попытку убить папу римского Иоанна Павла II. За свои преступления он получил пожизненный срок в Италии, где отсидел 19 лет и был депортирован в Турцию после встречи с папой римским Иоанном Павлом II. В Турции Агджа отсидел 10 лет, в 2007 году принял католичество и 18 января 2010 года был освобождён окончательно.
О себе Агджа говорил как о наёмнике без политической ориентации, хотя в своё время был членом турецкой ультраправой националистической группировки «Серые Волки» и государственной организации «Контргерилья», действовавшей в рамках операции «Гладио». 27 декабря 2014 года, спустя 33 года после покушения Агджа прибыл в Ватикан и возложил цветы к могиле Иоанна Павла II, а также обратился с просьбой о встрече с папой римским Франциском, но получил отказ.

## Ранние годы
Родился в Хекимхане, провинции Малатья. В юности был уличным грабителем, занимался контрабандой из Турции в Болгарию. Агджа утверждал, что два месяца проходил обучение в лагере Народного фронта освобождения Палестины в Сирии, якобы содержавшегося на средства Народной Республики Болгарии, и обучался обращению с оружием и тактике ведения боя и организации террористических действий. Народный фронт отрицал подобную информацию. Позже Агджа примкнул к группировке «Серые Волки», на которую и начал работать. Именно она была причастна к военному перевороту, случившемуся в Турции в 1980 году.

## Убийство Абди Ипекчи
1 февраля 1979 года в Стамбуле Агджой был убит Абди Ипекчи, редактор крупной турецкой леволиберальной газеты Milliyet. Убийство было раскрыто по горячим следам благодаря информатору «Серых Волков», и Агджа был арестован. Он получил пожизненный срок, однако через полгода сбежал из тюрьмы и скрылся в Болгарии. По данным американской журналистки Люси Комисар, это произошло не без помощи Абдуллы Чатлы, заместителя лидера «Серых волков»; по данным Reuters, Агдже помогли сбежать сочувствовавшие движению «Серых волков» агенты турецких спецслужб. Версия о том, что Чатлы помогал Агдже сбежать, отчасти может быть подтверждена тем, что на месте гибели Чатлы в 1996 году был найден паспорт на имя Мехмета Ёзбая (тур. Mehmet Özbay) — псевдонима, который использовал Агджа.

## Покушение на папу римского

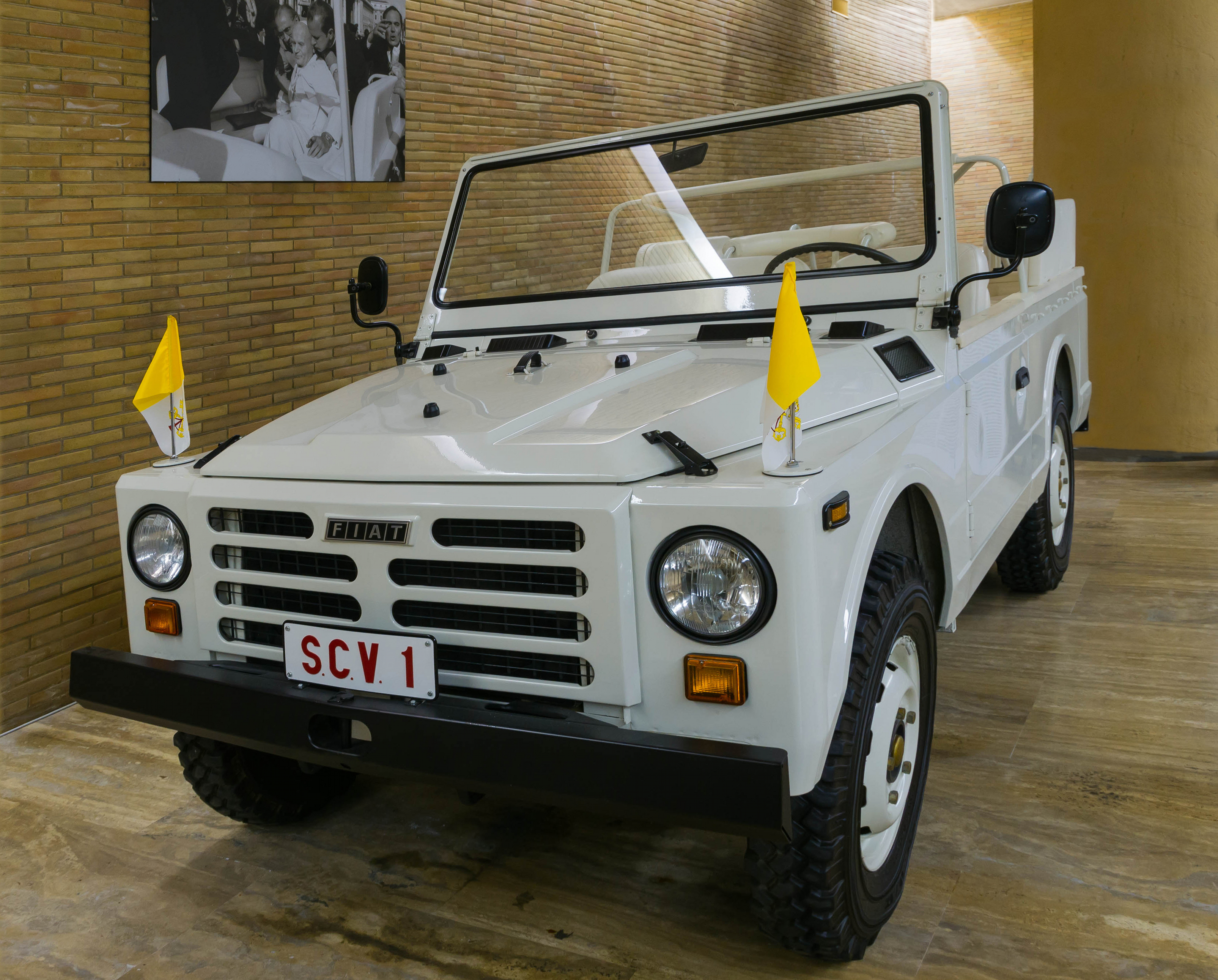
Папамобиль марки Fiat, в котором находился Иоанн Павел II в день покушения. Ныне — экспонат Ватиканского музея

Агджа пробыл месяц в Болгарии, в её столице Софии среди турецкой общины, где были видные деятели турецкого преступного подполья. По первоначальным показаниям Агджи, от которых он потом отказался, он получил заказ от турецкого бандита Бекира Челенка, скрывавшегося в Болгарии, на ликвидацию Иоанна Павла II. Агджа отправился в Рим, где встретился ещё с двумя болгарами и турком, а также узнал, что операцией назначен руководить болгарский военный атташе в Италии Зило Василев. По мнению газеты Le Monde diplomatique, заказчиком и организатором был непосредственно Абдулла Чатлы, который получил от Челенка 3 миллиона марок.
Агджа утверждал, что вместе с Оралом Челиком они должны были открыть огонь на площади Святого Петра, а затем взорвать бомбу и, пользуясь паникой, сбежать в болгарское посольство. 13 мая 1981 года оба прибыли на площадь, притворившись, что подписывают открытки. Когда мимо них проехал папский кортеж, Агджа выхватил пистолет и выстрелил несколько раз в папу, ранив его двумя пулями в живот и ещё двумя пулями в обе руки. Глава службы безопасности Ватикана и начальник охраны папы Камилло Чибин тут же схватил Агджу, не дав ему довершить начатое. Ещё двое человек были ранены, а Челик был так перепуган, что сбежал с площади, так и не взорвав бомбу. Папа остался в живых после покушения.

## Первое тюремное заключение
В июле 1981 года суд признал Агджу виновным в покушении на убийство, а в августе приговорил его к пожизненному лишению свободы. Папа римский Иоанн Павел II обратился к народу с призывом о милосердии к Агдже, поскольку сам понтифик уже простил несостоявшегося убийцу. 27 декабря 1983 года папа римский прибыл в тюрьму, где отбывал наказание Мехмет, и некоторое время с ним пообщался. В 1987 году папа встретился с матерью Мехмета, а через 10 лет и с его братом. Агджа, отсидевший 20 лет в тюрьме, в июне 2000 года был помилован президентом Италии Карло Адзельо Чампи и был депортирован в Турцию. При этом ещё 9 июня 1997 года двое турецких бандитов захватили самолёт авиакомпании Air Malta, следовавший рейсом 830 в Кёльн, и потребовали освободить Агджу. Тем не менее, требование террористов не было выполнено, а вскоре оба сдались полиции.
В Турции против Агджи уже было заведено уголовное дело по факту убийства Абди Ипекчи в 1979 году и о двух ограблениях. Его, в частности, обвиняли в угоне автомобиля таксиста Ченгиза Айдоса, ограблении ювелирного магазина «Йылдырым» в Кызылтопраке 22 марта 1979 года, хищении денег со склада напитков марки «Fruko» и отмывании денег. Все дела рассматривал 1-й Кадыкёйский высокий уголовный суд, который изначально приговорил 25 ноября 1979 года беглеца заочно к смертной казни. Однако 18 января 2000 года в связи с изменением турецкого законодательства (закон № 6136 «Об огнестрельном оружии») часть обвинений была снята, и наказание за ограбления и убийства изменили со смертной казни на 36 лет тюрьмы. 25 июня того же года Агджа был арестован турецкими властями и отправлен в военную тюрьму Мальтепе. Его адвокаты в декабре 2000 года пытались добиться освобождения Мехмета, пользуясь законом № 4516 «О помиловании и отмене смертной казни», однако 1-й Карталский высокий уголовный суд отказал в этом. Позже наказание за убийство Ипекчи сократили, сославшись на то, что он сидел в иностранной тюрьме. Более того, приговор в 36 лет тюрьмы за грабежи был отменён, а обвинения в отмывании денег сняты, поскольку с момента совершения преступления прошло больше 7 лет.

## Второе тюремное заключение
В начале февраля 2005 года в связи с болезнью Иоанна Павла II Агджа отправил письмо понтифику с пожеланием скорейшего выздоровления и предупредил о грядущей катастрофе и «конце мира». 2 апреля 2005 года, в день смерти понтифика, Агдан Агджа, брат Мехмета, дал интервью и выразил искренние соболезнования по случаю кончины Иоанна Павла II, которого назвал своим другом. 12 января 2006 года Мехмет Али Агджа был помилован и освобождён за «примерное поведение и в связи с истечением установленного наказания». Адвокат осуждённого Мустава Демирбаг заявил, что благодаря амнистии 2000 года, вычетшей 10 лет из тюремного заключения, и ещё вычитанию 20 лет по решению суда на основании законодательства Турции Агджа получил право на освобождение за примерное поведение. Однако французское агентство France Presse опубликовало слова бывшего министра обороны и министра юстиции Турции Хикмета Сами Тюрка, который утверждал, что турецкое правосудие, проводя амнистию заключённых, не должно было освобождать Агджу раньше 2012 года. После этого 20 января 2006 года Верховный суд Турции постановил, что Агджу нужно срочно вернуть в места лишения свободы, поскольку время отбывания наказания в Италии нельзя было засчитывать.
2 марта 2006 года специальная комиссия парламента Италии во главе с Паоло Гуцанти опубликовала выдержки из доклада по расследованию обстоятельств покушения на Иоанна Павла II. В качестве источников Гуцанти приводил документы, предоставленные бывшим начальником архивного отдела КГБ СССР Василием Митрохиным, бежавшим в Великобританию в 1992 году, и показания самого Агджи, который якобы был завербован болгарскими спецслужбами. Гуцанти официально заявил, что к покушению на папу был причастен КГБ СССР, чему возмутился бывший председатель КГБ СССР Владимир Крючков и сказал, что СССР не имел никакого отношения к покушению на Иоанна Павла II. Власти Италии арестовали в действительности трёх граждан Болгарии и трёх граждан Турции, которые якобы помогали Агдже и болгарским спецслужбам в осуществлении плана ликвидации Иоанна Павла II, однако что-либо доказать на суде итальянским властям не удалось. Советолог И. Г. Земцов ещё в 1980-е годы писал: «вслед за именами непосредственных исполнителей: наемного убийцы — Махмета Али Акджи, турецкого торговца Омера Багчи и руководителя римского бюро „Балкантурист“ Сергея Антонова — появляются все новые и новые фамилии. Но одно имя с полной достоверностью может быть раскрыто уже сейчас. Это — имя Юрия Андропова. Следует говорить не только об общей причастности КГБ к преступлению, но и о персональной ответственности Андропова — организатора покушения — и коллективной ответственности советского правительства в целом».

## Освобождение и последующая жизнь
2 мая 2008 года Агджа подал прошение о предоставлении ему гражданства Польши — страны, где родился Иоанн Павел II (урождённый Кароль Войтыла) и где сам Агджа хотел бы прожить остаток жизни. Также он заявил, что хотел бы посетить могилу Иоанна Павла II и встретиться с Дэном Брауном, чтобы обсудить идею возможной книги. В 2009 году Агджа заявил, что готов креститься по освобождении из тюрьмы и что это лучше провести на площади Святого Петра.
18 января 2010 года Агджа был окончательно освобождён из тюрьмы и отправлен в военный госпиталь на медицинскую комиссию, поскольку в возрасте 52 лет он всё ещё был военнообязанным. Комиссия, однако, признала его полностью негодным к воинской службе в связи с диагностированным диссоциальным расстройством личности. Агджа заявил буквально следующее: «Я встречусь с вами в следующие три дня. Именем Господа Всемогущего я объявляю, что в этом веке наступит конец мира. Весь мир будет уничтожен, погибнут все люди. Я не Господь и не сын Божий, я вечный Христос». В последующие месяцы и годы Агджа делал сенсационные признания, обвиняя всех подряд в заговоре против папы: в ноябре 2010 года он обвинил кардинала Агостино Казароли в организации покушения на Иоанна Павла II, а также намекал на то, что в покушении был заинтересован СССР, поскольку Иоанн Павел II как этнический поляк поддерживал движение «Солидарность». За подробности рассказа о покушении — а именно за публикации книги — Агджа требовал 7 миллионов долларов.
В 2013 году были опубликованы мемуары Мехмета Али Агджи на итальянском под названием «Мне обещали рай: моя жизнь и правда о покушении на папу» (итал. Mi avevano promesso il paradiso: La mia vita e la verità sull'attentato al papa), в которых Агджа изложил версию развития событий, абсолютно отличавшуюся от того, что он говорил на допросах (обосновав всё сказанное прежде обычным враньём со своей стороны). Согласно этой книге, к покушению были причастны правительство Исламской Республики Иран и лично Аятолла Хомейни. Агджа занимался обучением обращению с оружием и взрывчаткой в Иране под руководством Мохсена Резайи, получая приказы от Хомейни и от Джафара Собхани. В книге Агджа утверждал, что в Софии он действительно пробыл месяц по поддельному индийскому паспорту, но ни с кем из советских или болгарских спецслужб не контактировал, а его задержка на месяц была обоснована тем, что спецслужбы просто заподозрили его в подделке документов и ему пришлось «отбиваться» от нападок, раздавая взятки. За это время «Серые Волки» успели забрать паспорт человека по имени Фарук Ёзгюн (тур. Faruk Özgün) и поставить фото Агджи. Наконец, Мехмет рассказал, что на встрече с папой римским в тюрьме целовал ему руку точно так же, как целовал руку Хомейни, и после вопроса папы сказал, что заказчиками убийства были Хомейни и правительство Ирана.
27 декабря 2014 года Агджа посетил могилу папы римского Иоанна Павла II, а в 2016 году заявил, что хочет стать священником и отправиться в Фатиму к 100-летию совершившихся там чудес.

## В культуре
- Тема покушения Агджи на папу римского и возможной заинтересованности и причастности СССР к этому событию была отражена в романе Тома Клэнси «Красный кролик» и романе Фредерика Форсайта «Четвёртый протокол». Агджа упоминается также в романе Ральфа Макинерни[англ.].
- Фильмы об Иоанне Павле II:
- «Не бойся: Жизнь папы Иоанна Павла II[англ.]» (производство ABC, 2005) — Себастьян Кнапп.
- телесериал «Папа Иоан Павел II» (CBS, 2005) — Массимилиано Убальди.
- немецкий фильм 2006 года Карой Войтыла — тайны Папы[нем.] — Сюлейман-Микаил Туфан.
- канадский фильм 2006 года «Кароль: папа, человек[англ.]» — Алкис Занис.